# Zygmunt Gregorowicz
Zygmunt Gregorowicz (ur. 1600, zm. 15 czerwca 1652 w Świeborowiciu) – rektor Uniwersytetu Jagiellońskiego w 1652 roku.

## Życiorys
Urodził się w 1600 roku. W 1652 roku objął funkcję rektora Uniwersytetu Jagiellońskiego. Funkcję tę przestał pełnić w tym samym roku w związku ze swoją śmiercią.
Zmarł 15 czerwca 1652 w Świeborowiciu.